# パラリンピック
パラリンピック（英語: Paralympic Games）は、国際パラリンピック委員会（英語: International Paralympic Committee、略称: IPC）が主催する身体障害者（肢体不自由（上肢・下肢および欠損、麻痺）、脳性麻痺、視覚障害、知的障害）を対象とした世界最高峰の障害者スポーツの総合競技大会。オリンピックと同じ年に同じ場所で開催される。2004年のアテネ大会から夏季オリンピックと共同の開催組織委員会が運営する。

## 概要
オリンピックと同時開催されるため障害者のオリンピックとも呼ばれる。選手団の地域分けはオリンピックと異なっており、フェロー諸島とマカオはオリンピックへの単独出場が認められていないが、個別に選手団を結成しパラリンピックに出場している。
パラリンピックはIPCの登録商標であり、各国に委員会を設け、商標の保全を義務付けている。日本においては、元厚生労働省所管であった公益財団法人日本障害者スポーツ協会（以下JPSA）の下に日本パラリンピック委員会（以下JPC）が設立され、商標保護に努めるとともに、日本選手団の派遣事業を行っている。日本国内において「パラリンピック」という文言を使用するためには、日本障がい者スポーツ協会の承認を必要とし、オフィシャルサポーターと呼ばれるスポンサー契約を結ぶ必要がある。なお、文字数の関係で『パラ』と省略したり、『パラ五輪』と記載するメディアも存在する。
オリンピックの直後に同じ場所で開催するというIPCの戦略が奏功し、格段にマスコミに取り上げられる率が高く、数ある「障害者スポーツ大会」の中で、現在、最も知名度が高くなり商業的にも成功をおさめつつある。また、開始当初は車椅子使用者のために実施されてきた大会が、その他の障害者にも拡大されていった大会で、同じ障害者スポーツの競技大会ではあるが、デフリンピック（聴覚障害者）や、スペシャルオリンピックス（知的障害者）とは、別の理念と歴史が存在している。
日本では、ながらく厚生労働省所管となっていたが文部科学省に移管され、オリンピックとの一元化が図られることとなった（「福祉」から「スポーツ」へ節参照）。

## 歴史
20世紀初頭から、散発的な障害者スポーツの大会は記録されているが、当大会の起源とされているのは、1948年7月28日、ロンドンオリンピック開会式と同日に、イギリスのストーク・マンデビル病院で行われたストーク・マンデビル競技大会とされる。これは、戦争で負傷した兵士たちのリハビリテーションとして「手術よりスポーツを」の理念で始められたものである。
ストーク・マンデビル病院には、第二次世界大戦で脊髄を損傷した軍人のリハビリのための科が専門にあり、ドイツから亡命したユダヤ系医師ルートヴィヒ・グットマンの提唱により、この日、車椅子使用入院患者男子14人、女子2人によるアーチェリー競技会が行われた。この競技会は当初、純然たる入院患者のみの競技大会であったが、毎年開催され続け、1952年には国際大会となり、第1回国際ストーク・マンデビル競技大会が開催された。
1960年には、グットマンを会長とした国際ストーク・マンデビル大会委員会が組織され、この年のオリンピックが開催されたローマで、第9回国際ストーク・マンデビル競技大会が開催された。この大会は現在、第1回パラリンピックと呼ばれている。
第2回大会は、1964年にこの年の夏季オリンピックが開催された東京で、第13回国際ストーク・マンデビル競技大会が行われた。大会は2部構成で、第1部が国際ストーク・マンデビル競技大会、第2部は全ての身体障害を対象にした日本人選手だけの国内大会として行われた。現在、国際的には第1部のみがパラリンピック東京大会とされているが、日本国内では第2部の国内大会を合わせて呼ばれることがある。
当大会をオリンピック開催都市と同一都市で行う方式は、東京大会後は定着せずいったん中断することとなり、1972年のハイデルベルク大会で復活する。
1976年、国際ストーク・マンデビル競技連盟と国際身体障害者スポーツ機構との初の共催でトロント大会が開催され、同年、第1回冬季大会、エンシェルツヴィーク大会も開催された。
1984年のニューヨーク・ストークマンデビル大会は当初アメリカの2都市での開催予定であったが、諸事情により2国開催となり、同年6月17日から6月30日までアメリカ合衆国のニューヨーク州ニューヨーク、同年7月22日から8月1日までイギリスのバッキンガムシャーストーク・マンデヴィルで開催された。
1988年、ソウル大会より、正式名称が「パラリンピック」となった。また、国際オリンピック委員会（以下IOC）が当大会に直接関わる初めての大会ともなり、この大会からは再び夏季オリンピックとの同一地開催が復活した。なお、冬季大会が冬季オリンピックと同一都市で開催されるようになるのは、1992年のアルベールビル冬季大会からである。
1989年にはIPCが設立され、これ以後、継続した大会運営が行われるようになった。IPC本部は、ドイツのボンに置かれている。
1998年長野パラリンピックにおいてクロスカントリースキー種目だけだが初めて知的障害者の参加が認められ、その後の種目採用の拡大が期待された。
2000年シドニーオリンピック時にIOCとIPCとの間で正式に協定が結ばれ、オリンピックに続いて開催されることと、IPCからのIOC委員を選出することが両者間で約束され、オリンピック開催都市での開催が正式に義務化された。一方で、長野大会で参加を認められた知的障害者について夏季大会でも数種目を採用されたが、その内のバスケットボールの試合でスペインチームが複数の健常者を紛れこませて金メダルを攫う不正行為が発覚した。これにより、スペインは金メダルを剥奪され、それ以降の全ての大会・参加種目において、知的障害者が一時参加出来なくなった。
2001年にはIPCとIOCは、スイスのローザンヌで合意文書に調印し、オリンピックとの連携を強化した。2008年夏季大会（北京）、2010年冬季大会（バンクーバー）から運営・経済両面においてもIOCはIPCを支援。また、構成や保護を強化するとともに、組織委員会はオリンピックの組織委員会に統合されることになった。
2012年ロンドンパラリンピックでは、陸上競技と水泳、卓球の3競技で、シドニー大会以降参加出来なくなっていた知的障害者が12年振りに復帰し、2016年リオデジャネイロパラリンピックでも引き続き実施された。その反面、2014年ソチパラリンピック、2018年平昌パラリンピックには知的障害者は参加していない。

## 名称
パラリンピックの語は、元々、パラプレジア（Paraplegia、対麻痺（脊髄損傷等による下半身麻痺））+オリンピック（Olympic）の造語であったとされる。IPCによると、ストーク・マンデビル競技大会を指して"Paralympic"の語を使用したことが最初に確認できるのは、1953年のイギリスの新聞の見出しであるが、その名称の由来は不明である。
国際ストーク・マンデビル大会には、各大会において「愛称」が付けられることがあり、1964年の第13回国際ストーク・マンデビル大会（東京大会）では「パラリンピック」の名称が考案され、大会のポスター等にも使用された。1976年のトロント大会では、脊髄損傷者に加え視覚障がい者と切断の選手が出場したことから、「Olympiad for the Physically Disabled」や、「Torontolympiad（トロントリンピアード）」などの名称が使用された。
IOCは、1985年に「パラリンピック」を大会名として用いることを正式に認めた。同時に、既に半身不随者以外の身体障害者も参加する大会となっていたことから、大会名の意味を「ギリシャ語のパラ（Para、（英語のパラレル（平行）の語源）+オリンピック（Olympic Games）」とし、「もう一つのオリンピック」として再解釈することとした。これに伴い、1988年のソウル大会から、「パラリンピック」が正式名称となるとともに、1960年のローマ大会以後の国際大会を、遡及的に「パラリンピック」と表記することになった。

## シンボル

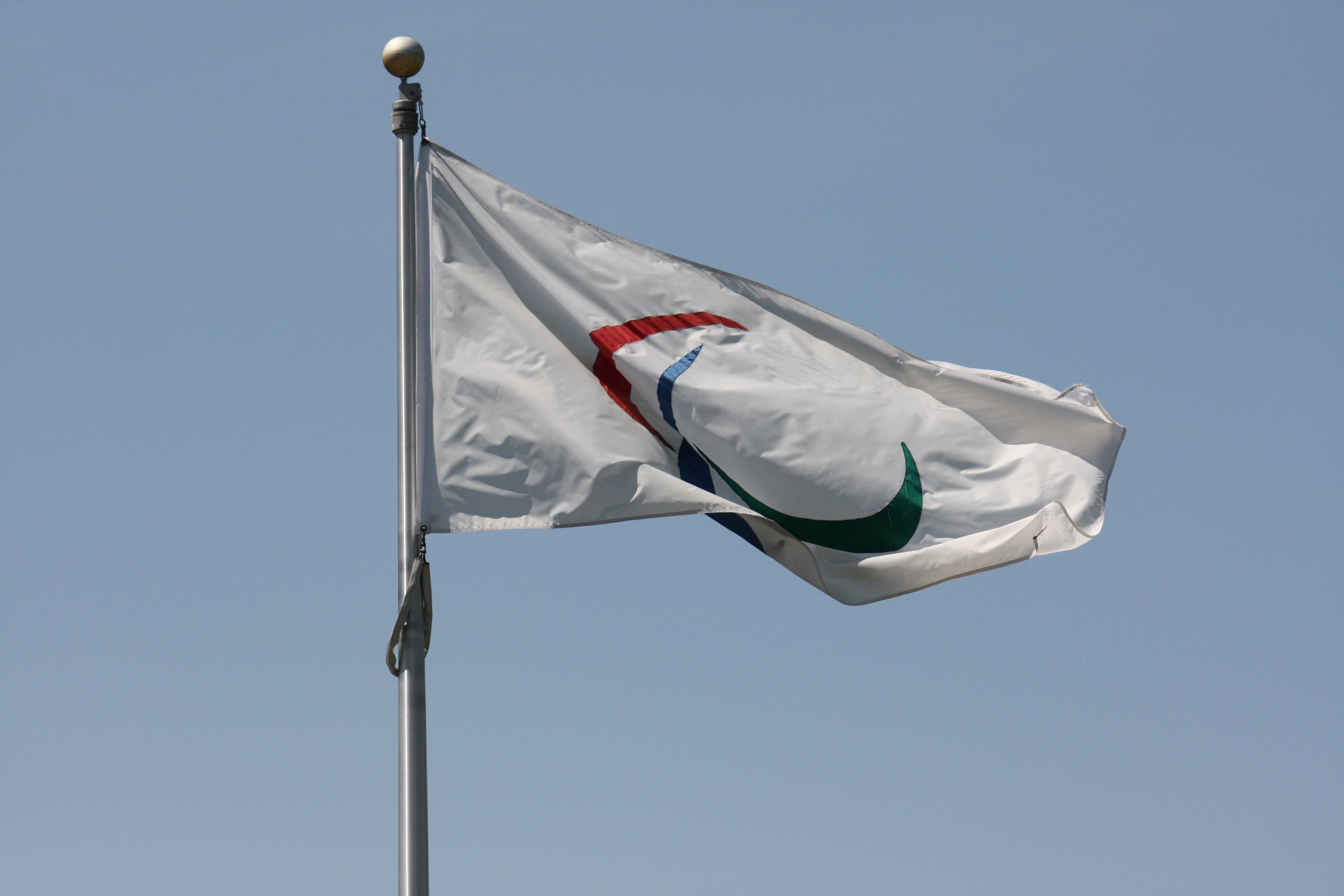
パラリンピックの旗

大会の象徴であるマーク（パラリンピックシンボル）は、人間の最も大切な3つの構成要素「心（スピリット）・肉体（ボディ）・魂（マインド）」を赤・青・緑の三色で表している。
1988年のソウル大会で初めてこの旗が使われたときには、青・赤・黒・緑・黄の5色であったが、オリンピック旗と区別するために、1994年リレハンメル大会から3色の旗に変更された。そして、2004年アテネ大会の閉幕時からは3代目、2022年北京大会（ただし2020年東京大会で一部先行使用）からは4代目となるロゴに変更され、現在に至っている。ちなみに、2008年北京大会では、シンボルの形・色は同じであるが、3色の意味を中国式に赤を天、青を地、緑を人としていた。
シンボルの変遷

1988年 - 1994年
1994年 - 2004年
2004年 - 2019年
2019年以降

## 開催都市

### 夏季大会
第3回（1968年）から第7回（1984年）の間はオリンピックと開催都市が異なるが、開催国は同じである場合が多い。
- 「国」は参加した国・地域数、「選手」は参加した選手数

| 年   | 回 | 開催都市               | 開催当時の開催国 | 大州       | 開会     | 閉会     | 国  | 選手 | 注        |
| ---- | -- | ---------------------- | ---------------- | ---------- | -------- | -------- | --- | ---- | --------- |
| 1960 | 1  | ローマ                 | イタリア         | ヨーロッパ | 9月18日  | 9月25日  | 23  | 400  |           |
| 1964 | 2  | 東京                   | 日本             | アジア     | 11月8日  | 11月12日 | 22  | 375  |           |
| 1968 | 3  | テルアビブ             | イスラエル       | アジア     | 11月4日  | 11月13日 | 29  | 750  | [ 注 4 ]  |
| 1972 | 4  | ハイデルベルク         | 西ドイツ         | ヨーロッパ | 8月2日   | 8月11日  | 41  | 1004 | [ 注 5 ]  |
| 1976 | 5  | トロント               | カナダ           | 北アメリカ | 8月3日   | 8月11日  | 40  | 1657 | [ 注 6 ]  |
| 1980 | 6  | アーネム               | オランダ         | ヨーロッパ | 6月21日  | 6月30日  | 42  | 1973 | [ 注 7 ]  |
| 1984 | 7  | ニューヨーク           | アメリカ合衆国   | 北アメリカ | 6月17日  | 6月30日  | 45  | 1800 | [ 注 8 ]  |
| 1984 | 7  | ストークマンデビル     | イギリス         | ヨーロッパ | 7月22日  | 8月1日   | 40  | 1100 | [ 注 8 ]  |
| 1988 | 8  | ソウル                 | 韓国             | アジア     | 10月15日 | 10月24日 | 61  | 3057 |           |
| 1992 | 9  | バルセロナ・マドリード | スペイン         | ヨーロッパ | 9月3日   | 9月14日  | 83  | 4200 | [ 注 9 ]  |
| 1996 | 10 | アトランタ             | アメリカ合衆国   | 北アメリカ | 8月16日  | 8月25日  | 103 | 3259 |           |
| 2000 | 11 | シドニー               | オーストラリア   | オセアニア | 10月18日 | 10月29日 | 122 | 3881 |           |
| 2004 | 12 | アテネ                 | ギリシャ         | ヨーロッパ | 9月17日  | 9月28日  | 135 | 3808 |           |
| 2008 | 13 | 北京                   | 中国             | アジア     | 9月6日   | 9月17日  | 146 | 3951 | [ 注 10 ] |
| 2012 | 14 | ロンドン               | イギリス         | ヨーロッパ | 8月29日  | 9月9日   | 164 | 4237 |           |
| 2016 | 15 | リオデジャネイロ       | ブラジル         | 南アメリカ | 9月7日   | 9月18日  | 159 | 4333 |           |
| 2021 | 16 | 東京                   | 日本             | アジア     | 8月24日  | 9月5日   | 163 | 4520 | [ 注 11 ] |
| 2024 | 17 | パリ                   | フランス         | ヨーロッパ | 8月28日  | 9月8日   |     | 4440 |           |
| 2028 | 18 | ロサンゼルス           | アメリカ合衆国   | 北アメリカ | 8月15日  | 8月27日  |     |      |           |
| 2032 | 19 | ブリスベン             | オーストラリア   | オセアニア | 8月24日  | 9月5日   |     |      |           |

### 冬季大会
第4回（1988年）まではオリンピックと開催都市が異なる。
- 「国」は参加した国・地域数、「選手」は参加した選手数

| 年   | 回 | 開催都市                       | 開催当時の開催国 | 大州       | 開会    | 閉会    | 国 | 選手 | 注        |
| ---- | -- | ------------------------------ | ---------------- | ---------- | ------- | ------- | -- | ---- | --------- |
| 1976 | 1  | エンシェルツヴィーク           | スウェーデン     | ヨーロッパ | 2月21日 | 2月28日 | 21 | 250  | [ 注 12 ] |
| 1980 | 2  | ヤイロ                         | ノルウェー       | ヨーロッパ | 2月1日  | 2月7日  | 15 | 299  | [ 注 13 ] |
| 1984 | 3  | インスブルック                 | オーストリア     | ヨーロッパ | 1月14日 | 1月20日 | 22 | 419  | [ 注 14 ] |
| 1988 | 4  | インスブルック                 | オーストリア     | ヨーロッパ | 1月17日 | 1月24日 | 22 | 377  | [ 注 15 ] |
| 1992 | 5  | ティーニュ・アルベールビル     | フランス         | ヨーロッパ | 3月25日 | 4月1日  | 24 | 365  | [ 注 16 ] |
| 1994 | 6  | リレハンメル                   | ノルウェー       | ヨーロッパ | 3月10日 | 3月19日 | 31 | 471  |           |
| 1998 | 7  | 長野                           | 日本             | アジア     | 3月5日  | 3月14日 | 32 | 571  |           |
| 2002 | 8  | ソルトレークシティ             | アメリカ合衆国   | 北アメリカ | 3月7日  | 3月16日 | 36 | 416  |           |
| 2006 | 9  | トリノ                         | イタリア         | ヨーロッパ | 3月10日 | 3月19日 | 38 | 474  |           |
| 2010 | 10 | バンクーバー                   | カナダ           | 北アメリカ | 3月12日 | 3月21日 | 44 | 502  |           |
| 2014 | 11 | ソチ                           | ロシア           | ヨーロッパ | 3月7日  | 3月16日 | 45 | 547  |           |
| 2018 | 12 | 平昌                           | 韓国             | アジア     | 3月9日  | 3月18日 | 49 | 567  |           |
| 2022 | 13 | 北京                           | 中国             | アジア     | 3月4日  | 3月13日 | 46 | 564  |           |
| 2026 | 14 | ミラノ・コルティナダンペッツォ | イタリア         | ヨーロッパ | 3月6日  | 3月15日 |    |      |           |
| 2030 | 15 | フランスアルプス               | フランス         | ヨーロッパ |         |         |    |      |           |
| 2034 | 16 | ソルトレークシティー・ユタ     | アメリカ合衆国   | 北アメリカ |         |         |    |      |           |

## 実施競技一覧

### 夏季公式競技
| 競技＼年                          | 1900年代 | 1900年代 | 1900年代 | 1900年代 | 1900年代 | 1900年代 | 1900年代 | 1900年代 | 1900年代 | 1900年代 | 2000年代 | 2000年代 | 2000年代 | 2000年代 | 2000年代 | 2000年代 |
| 競技＼年                          | 60       | 64       | 68       | 72       | 76       | 80       | 84       | 88       | 92       | 96       | 00       | 04       | 08       | 12       | 16       | 20       |
| --------------------------------- | -------- | -------- | -------- | -------- | -------- | -------- | -------- | -------- | -------- | -------- | -------- | -------- | -------- | -------- | -------- | -------- |
| アーチェリー (詳細)               | ●        | ●        | ●        | ●        | ●        | ●        | ●        | ●        | ●        | ●        | ●        | ●        | ●        | ●        | ●        | ●        |
| 車いすラグビー (詳細)             |          |          |          |          |          |          |          |          |          | ●        | ●        | ●        | ●        | ●        | ●        | ●        |
| 車いすフェンシング (詳細)         | ●        | ●        | ●        | ●        | ●        | ●        | ●        | ●        | ●        | ●        | ●        | ●        | ●        | ●        | ●        | ●        |
| 車いすテニス (詳細)               |          |          |          |          |          |          |          | ●        | ●        | ●        | ●        | ●        | ●        | ●        | ●        | ●        |
| 車いすバスケットボール (詳細)     | ●        | ●        | ●        | ●        | ●        | ●        | ●        | ●        | ●        | ●        | ●        | ●        | ●        | ●        | ●        | ●        |
| ゴールボール (詳細)               |          |          |          |          |          |          | ●        | ●        | ●        | ●        | ●        | ●        | ●        | ●        | ●        | ●        |
| ブラインドサッカー (詳細)         |          |          |          |          |          |          |          |          |          |          |          | ●        | ●        | ●        | ●        | ●        |
| 7人制サッカー (詳細)              |          |          |          |          |          |          | ●        | ●        | ●        | ●        | ●        | ●        | ●        | ●        | ●        |          |
| バレーボール (詳細)               |          |          |          |          | ●        | ●        | ●        | ●        | ●        | ●        | ●        | ●        | ●        | ●        | ●        | ●        |
| 自転車競技 (詳細)                 |          |          |          |          |          |          | ●        | ●        | ●        | ●        | ●        | ●        | ●        | ●        | ●        | ●        |
| 柔道 (詳細)                       |          |          |          |          |          |          |          | ●        | ●        | ●        | ●        | ●        | ●        | ●        | ●        | ●        |
| 水泳 (詳細)                       | ●        | ●        | ●        | ●        | ●        | ●        | ●        | ●        | ●        | ●        | ●        | ●        | ●        | ●        | ●        | ●        |
| セーリング (詳細)                 |          |          |          |          |          |          |          |          |          | ●        | ●        | ●        | ●        | ●        | ●        |          |
| 卓球 (詳細)                       | ●        | ●        | ●        | ●        | ●        | ●        | ●        | ●        | ●        | ●        | ●        | ●        | ●        | ●        | ●        | ●        |
| 射撃 (詳細)                       |          |          |          |          | ●        | ●        | ●        | ●        | ●        | ●        | ●        | ●        | ●        | ●        | ●        | ●        |
| 馬術 (詳細)                       |          |          |          |          |          |          | ●        |          |          | ●        | ●        | ●        | ●        | ●        | ●        | ●        |
| パワーリフティング (詳細)         |          |          |          |          |          |          | ●        | ●        | ●        | ●        | ●        | ●        | ●        | ●        | ●        | ●        |
| 重量挙げ (詳細)                   |          | ●        | ●        | ●        | ●        | ●        | ●        | ●        | ●        |          |          |          |          |          |          |          |
| ボート (詳細)                     |          |          |          |          |          |          |          |          |          |          |          |          | ●        | ●        | ●        | ●        |
| ボッチャ (詳細)                   |          |          |          |          |          |          | ●        | ●        | ●        | ●        | ●        | ●        | ●        | ●        | ●        | ●        |
| 陸上競技 (詳細)                   | ●        | ●        | ●        | ●        | ●        | ●        | ●        | ●        | ●        | ●        | ●        | ●        | ●        | ●        | ●        | ●        |
| パラトライアスロン (詳細)         |          |          |          |          |          |          |          |          |          |          |          |          |          |          | ●        | ●        |
| パラカヌー (詳細)                 |          |          |          |          |          |          |          |          |          |          |          |          |          |          | ●        | ●        |
| パラバドミントン (詳細)           |          |          |          |          |          |          |          |          |          |          |          |          |          |          |          | ●        |
| パラテコンドー (詳細)             |          |          |          |          |          |          |          |          |          |          |          |          |          |          |          | ●        |
| ダーチェリー (詳細)               | ●        | ●        | ●        | ●        | ●        | ●        |          |          |          |          |          |          |          |          |          |          |
| スヌーカー (詳細)                 | ●        | ●        | ●        | ●        | ●        |          | ●        | ●        |          |          |          |          |          |          |          |          |
| ローンボウルズ (詳細)             |          |          | ●        | ●        | ●        | ●        | ●        | ●        |          | ●        |          |          |          |          |          |          |
| レスリング (詳細)                 |          |          |          |          |          | ●        | ●        |          |          |          |          |          |          |          |          |          |
| 知的障害者バスケットボール (詳細) |          |          |          |          |          |          |          |          |          |          | ●        |          |          |          |          |          |

### 冬季公式競技
| 競技＼年                            | 1900年代 | 1900年代 | 1900年代 | 1900年代 | 1900年代 | 1900年代 | 1900年代 | 2000年代 | 2000年代 | 2000年代 | 2000年代 | 2000年代 | 2000年代 |
| 競技＼年                            | 76       | 80       | 84       | 88       | 92       | 94       | 98       | 02       | 06       | 10       | 14       | 18       | 22       |
| ----------------------------------- | -------- | -------- | -------- | -------- | -------- | -------- | -------- | -------- | -------- | -------- | -------- | -------- | -------- |
| パラアイスホッケー (詳細)           |          |          |          |          |          | ●        | ●        | ●        | ●        | ●        | ●        | ●        | ●        |
| アルペンスキー (詳細)               | ●        | ●        | ●        | ●        | ●        | ●        | ●        | ●        | ●        | ●        | ●        | ●        | ●        |
| 車いすカーリング (詳細)             |          |          |          |          |          |          |          |          | ●        | ●        | ●        | ●        | ●        |
| クロスカントリースキー (詳細)       | ●        | ●        | ●        | ●        | ●        | ●        | ●        | ●        | ●        | ●        | ●        | ●        | ●        |
| バイアスロン (詳細)                 |          |          |          | ●        | ●        | ●        | ●        | ●        | ●        | ●        | ●        | ●        | ●        |
| スノーボード (詳細)                 |          |          |          |          |          |          |          |          |          |          | ●        | ●        | ●        |
| アイススレッジスピードレース (詳細) |          | ●        | ●        | ●        |          | ●        | ●        |          |          |          |          |          |          |

## クラス分け
各競技種目は、同一レベルの選手同士で競い合えるようにするため、障害の種類、部位、程度による「クラス分け」が行われている。競技種目によって異なるが、陸上競技であれば視覚障害、肢体不自由、知的障害などに大別され、肢体不自由でも、原因が脳性麻痺であるか手足の切断であるかなどで区分され、さらに障害の軽重により種目ごとに及ぼす影響で階級化される。
たとえば、肢体不自由などの障害の場合は「LW」等の競技ごと・障害の種類ごとの記号+度合いを数字で表す。障害種は「運動機能障害」「脳性麻痺」「切断など」「視覚障害」「車いす」などがある。
2017年現在、知的障害者に関しては一部の競技に参加出来るが、聴覚障害者、精神障害者は参加出来ないため、それぞれデフリンピック、スペシャルオリンピックスに参加している。
ロンドンパラリンピックにおいては、陸上競技トラック種目（T）の階級は、T11〜T13は視覚障害、T32〜T38は脳原性麻痺、T42〜T46は切断・機能障害、T51〜T54は脳原性麻痺以外の車いす使用者となっていた。さらに、T11及びT12の選手は伴走者（ガイドランナー）と競技を行うことができるなど細かいルールが定められている。一方、視覚障害者のみによる競技である柔道は、障害によるクラス分けはなく、オリンピックと同様に体重別クラス分けのみとなっている。
スキーのアルペンスキーとノルディックスキーは障害の部位・程度によるクラス分けを採用、クラスの数だけ金メダルが与えられたが、トリノパラリンピック以降、立位（立って滑る）、座位（座って滑る）、視覚障害の3カテゴリー制となり、金メダルもカテゴリーごとに与えられ、金メダルの価値を上げ、競技性を高めた。
クラス分け
障害の度合いに応じて階級を分ける。障害のクラス分けがあるために、100メートル競走の金メダルは男女合わせて10個以上にもなる。このため、メダルの価値が1個のみと比べて低くなってしまうという見方がある。
そこでメダルを少なくするために、近い障害部位の間で階級を統廃合するという動きがある。しかし、階級を統廃合すると障害部位で有利不利が出来てしまう（例：水泳においては、両足麻痺者と両足切断者が競ったら、両足切断者は両足が無い分だけ水の抵抗が軽減されたり体重が軽くなって有利になってしまう）。委員会としては「競技の公平」と「メダルの価値」、という難しい選択を突き付けられているとも言える。2006年のトリノ大会では、メダルの数を減らすため、障害の度合いによってポイントが加算された選手が競い、総合得点で競うルールが採用された。

## 「福祉」から「スポーツ」へ
第二次世界大戦による傷痍軍人の社会復帰を進める目的で発祥したため、福祉的側面から捉えられることが多かったが、次第に福祉的側面よりも競技としての性質が高まり、陸上競技や車いすテニス等でプロ選手が誕生し、「障害者アスリート」という言葉も使われるようになり、競技スポーツとしての側面がクローズアップされてきている。また競技性が高まるに従い、福祉ではなく「スポーツ文化」としての理解と支援を求める声が強まっている。
日本では日本オリンピック委員会（以下JOC）は文部科学省が所管し、日本パラリンピック委員会（以下JPC）は厚生労働省の所管とされてきたが、2014年4月より、文部科学省へ移管され一元化されることが、厚生労働省社会・援護局障害福祉部企画課自立支援振興室により発表された。JOCとJPCは、2014年8月6日、強化指定選手の就職支援をおこなう協定を結んだと発表し、アスナビに障害者選手も登録するとした。JOCとJPCの協定締結は初めてのことである。

### 障害者スポーツ政策
競技志向が高まるとともに、予算とメダルの関連が強く出ており、1996年アトランタパラリンピックで日本のメダル獲得順位は10位だったが、ロンドン大会では24位に落ちた。ロンドン大会で国家予算を障害者エリート選手に掛ける中華人民共和国のメダル獲得順位は1位、ロシアは2位、ウクライナは4位になっている。
日本では、2014年度から、スポーツ振興の観点から行う障害者スポーツに関する事業が、厚生労働省から文部科学省に移管された。ただし、障害者の社会参加やリハビリテーションの観点から行う事業は、厚生労働省の所管に残された。2011年に制定されたスポーツ基本法の附則では、スポーツ庁の設置が検討課題とされ、2020年東京オリンピック・パラリンピック開催決定を受け、2015年度に文部科学省の外局としてスポーツ庁が設置された。
アメリカやイギリスではアメリカ同時多発テロ事件以降増加した傷痍軍人とその補償費が増加していることもあり、社会的な自立を促す制作として大会で実績を残した傷痍軍人に対し、スポーツに専念できる環境を用意している。アメリカ陸軍では障害を負った兵士を専属選手として雇用し続ける体制も整えている。

## 認知度及びメディア

### 認知度
2014年9月から10月にかけて日本財団パラリンピック研究会が笹川スポーツ財団の協力を得て6ヶ国で行った調査では、日本でのパラリンピックの認知度は98.2%であった。また、ドイツやフランスでの認知度も95%以上であった。アメリカや韓国での認知度は7割程度で、特にアメリカでは内容まで知っている人は2割台であった。

### 報道・メディア
パラリンピック競技のうちメディアを通じて観戦可能な競技は車いすバスケットなど一部の競技に限定されている。2014年に日本財団パラリンピック研究会が6ヶ国で行った調査では、パラリンピックの25競技のうち14競技で観戦経験者が1割未満にとどまった。
6ヵ国平均で観戦経験者の多い競技を並べると、車いすバスケットボール、陸上、水泳、車いすテニス、アルペンスキーの順になっている。なお、日本では、車いすバスケットよりも車いすテニスの観戦経験者が多くなっている。

#### 欧米
2014年の日本財団パラリンピック研究会の調査では、アメリカ、ドイツ、オーストラリアでは、いずれのメディアでもパラリンピックに接したことのない人が多かったが、若年層ではインターネットや新聞でパラリンピックに接したことがある割合が高かった。

#### 日本
日本では、長らく、障害者スポーツは一般になじみがなく、社会参加やリハビリテーションの観点からしか捉えられていなかったため、取り上げられたとしても、新聞では社会面に掲載され、スポーツ欄に掲載されることはなかった。当大会も1990年代半ばまでは一般になじみがなく、ほとんどメディアに取り上げられなかった。1996年アトランタパラリンピックでは、車いすマラソンにおいて男女とも日本人が銀メダルという快挙もあったが、民放テレビや一般紙ではほとんど報道されなかった。1998年の長野パラリンピックの開催を機に、いくつかの競技が日本放送協会（NHK）のBS放送で中継され、信濃毎日新聞が詳細な報道を行った。またアイススレッジスピードレースに出場した土田和歌子ら、スター選手も現れるようになった。
2000年以降、車いすテニスのプロ選手である国枝慎吾が、年間の四大大会全てで優勝するグランドスラムを成し遂げたり、ボストンマラソンや、ベルリンマラソンなど、海外主要マラソンの車いすの部での日本人の優勝などが一般紙においても「スポーツの結果」として大きく報道されるようになった。
2008年以降、NHKは、オリンピック報道と同じテーマ曲を使用している。同年に行われた北京パラリンピック以降の4大会はスカパーJSATが放映権を獲得し、専門チャンネルやBSスカパー!などで競技中継の放送を行った。2012年のロンドンパラリンピックにおいては、Yahoo!をはじめとしたインターネットのサイトにおいてもスポーツとしての特設サイトが設置され、リアルタイムで結果が掲載された。
2013年9月に、東京オリンピック・パラリンピックの開催が決定したことで、「パラリンピック」という言葉が完全に市民権を得た。また、この招致活動においてブエノスアイレスで行われたIOC総会の最終プレゼンテーションでスピーチを行った義足のスプリンター佐藤真海にも注目が集まり、彼女が2014年のソチパラリンピックの聖火リレー走者を務めたことが大きく報じられた。
2014年のソチパラリンピックでは、NHKが初めて地上波で開会式を中継することが発表された。YouTube（配信元はParalympicSportTV）でも開会式をライブ配信を行った。
2016年のリオデジャネイロパラリンピックでは、夏季大会における次回の東京パラリンピック開催を念頭に置き、これまで以上に放送体裁を強化し、現地のナイトセッションで行われる注目競技を総合テレビ・ラジオ第1放送で生中継を中心に放送するほか、総合テレビでは連日22時台を中心に「パラリンピックタイム」、Eテレでは20時台を中心に「みんなで応援!リオパラリンピック」と題して競技のダイジェスト中継を実施した。特にEテレのそれは、「ユニバーサル放送」と称して、競技の実況に、聴覚・言語障碍者向けにワイプ画面による手話通訳とリアルタイム字幕放送、視覚障碍者向けにも競技場面やルールなどの解説放送（ステレオ2。総合テレビの「パラリンピックタイム」、一部競技中継も同）を交えながら、障害者にも楽しめるような内容を提供している。

2018年の平昌パラリンピックから2024年のパリパラリンピックまではNHKが日本国内における全てのメディア放映権を独占で獲得している。なお、2021年の東京パラリンピックではJ:COM（現・JCOM）やグリーンチャンネルといったケーブルテレビ局や専門チャンネルでも一部の競技中継が放映されたほか、日本民間放送連盟の加盟各局でもNHKからサブライセンスを獲得した上で各キー局が1種目ずつ番組を制作して放送した。2024年のパリパラリンピックでもグリーンチャンネルとJCOMがNHKからからサブライセンスを獲得した上で一部の競技中継を放映するほか、YouTubeでも全競技のライブ中継を行う予定。

## 切手

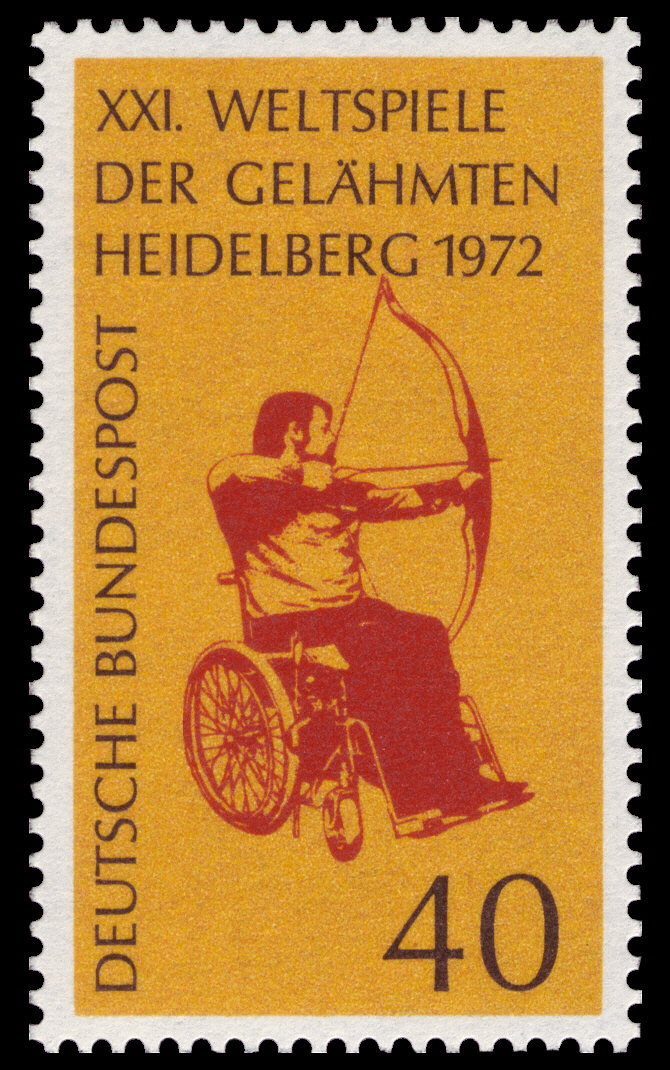
西ドイツ発行のパラリンピック切手

これまで多くの国々から発行され、障害者スポーツへの社会の理解と認識を深めるための周知活動の一翼を担っている。初のパラリンピック切手は、1964年にアルゼンチンから発行された東京パラリンピックの記念切手である。
日本から発行された初のパラリンピック切手は、1998年2月に発行された長野パラリンピックのもので、アイススレッジホッケー（パラアイスホッケー）が描かれている。ちなみに、2002年8月には世界車椅子バスケットボール選手権大会の記念切手が発行されている。2012年ロンドンパラリンピックでは、イギリスは自国のパラリンピックチームが金メダル獲得すると、24時間以内に記念切手を発行するという企画を実施した。日本でも2016年リオデジャネイロパラリンピックでは自国から金メダル獲得選手が出た場合には翌日に記念フレーム切手を発行するという企画を行っている。

## 運営上の問題
ソウル大会より、オリンピックと同一の開催地になってからパラリンピックへの注目が増し、障害者スポーツの認知度が向上したことにより、問題も発生し始めた。その主な原因はオリンピックと同様にメダルを取れるかどうかで注目度が全く違うため、いわゆる勝利至上主義的な姿勢が指摘されている。
ドーピング
ドーピング検査はソウル大会から実施され、オリンピックと同様、厳格に実施されているが、選手が常用する医薬品に禁止物質が含まれている場合、禁止物質を含まない医薬品を処方してもらうか、治療目的使用に係る除外措置（TUE）を国際競技連盟に申請するなどの対応が必要となる。
ブースティング
ブースティングとは意図的に引き起こされた自律神経過反射のことで、ドーピング禁止行為には含まれてはいないが、IPCハンドブックなどにより禁止行為とされている。精神的・心理的興奮を促し競技能力が高まることがあるとされるが、脳出血を引き起こす可能性があるなど命に係わる危険行為である。
機具
車椅子や義足などの機具を使う競技において、最先端の機具はスポーツ医学や人間工学、機械工学、材料工学などを駆使し、選手の体格に合わせたオーダーメイドで製作され、軽くフィットするようになっている。これらの機具は数十万円から百万円以上と高額になるが、このような機具を買えるのは経済的に豊かな（もしくはスポンサードを受けている）選手のみであり、結果的に途上国よりも先進国の選手が有利になってしまいがちである。
日本では、生活用義足に医療保険が適用されるが、スポーツ用は一切適用されず、個人で全額を負担しなければならないため、金銭的理由で出場を諦める選手も出ている。
1988年ソウルパラリンピック以降、オットーボックによる車椅子・義肢などの無料修理工場が整備され、義肢装具士などが少なく、費用も高い開発途上国の選手にとって、これらのサービスが無料利用できる事は、大会への参加動機にもなっている。
機具の性能にも制限があり、規定を超える性能は「テクニカル・ドーピング」として反則となる。
障害の偽装
2000年のシドニー大会男子バスケットボール知的障害クラス金メダルのスペインチームに障害者を装った健常者がいたことが発覚し、2002年のソルトレーク大会から知的障害者クラスを実施しないことになった。これは、IPC加盟団体であるINAS-FIDが、障害の選手資格の基準を再度明らかにし、各国の国内パラリンピック委員会（NPC）とも調整を行わなければ、復帰は難しいという状況を明らかにしたからであり、これから先の大会で実施するかどうかは、その都度、各国NPCの競技運営のモラル次第という厳しい結果となった。
その後、2012年開催のロンドン大会では、知的障害者クラスに関し、「障害認定の厳格化等の条件を満たした」とIPCから承認を受けたいくつかの競技・種目が再び実施された。IPCは、ロンドン大会では医師の証明書や実技試験を課す国際基準を作成したが、実効性には疑問の声がある。
韓国では2014年の仁川と2018年のジャカルタでのアジア・パラリンピック競技大会の柔道競技で、韓国代表において健常者が視覚障碍者を装った大規模な障害偽装が行われたと報道された。これを受けて韓国障碍者スポーツ協会は選手選考において障害者スポーツ等級だけでなく障害者登録を必須条件とするようルールを改正した。
商業化
観客が増え、ロンドン大会では史上最多270万枚のチケットが売れ、約4,500万ポンド（約56億円）の売上を記録。オリンピックと異なり、会場広告が許されている。南アフリカ共和国のオスカー・ピストリウス選手は数多くのCMで巨万の富を得ている。一方でオリンピックに比べ強化費が少なかったり、助成金やスポンサーが集まらない選手も多い。また、競技に参加どころか生きること自体が難しい国もある。
報奨金
各国が報奨金で障害者スポーツ振興を図っているが、日本でもJPSAが実施し、2008年北京パラリンピック以降の金メダリストに100万円、銀メダリストに70万円、銅メダリストに50万円が贈られた。のちに増額され、2014年ソチパラリンピック以降の金メダリストに150万円、銀メダリストに100万円、銅メダリストに70万円となった。将来的には日本オリンピック委員会の報奨金と同額とすることを目標にしているが、財源確保のための協賛企業の確保をいかにしておこなうか、そのためには大会自体のブランド価値を高めるという課題が残る。

## 選手
時代により選手層の変化が指摘されている。
当初は傷痍軍人が主だったが、次第に市民の障害者も参加するようになり、専業の選手も登場している。

### 元兵士の選手
アメリカ同時多発テロ事件以降はアメリカと同盟国の軍事行動により、身体に障害を負った傷痍軍人が増え、原点回帰ともいえる状況となっている。兵士は障害者となる前からトレーニングを積んでいるため基礎的な身体能力が高く、障害を負ってからスポーツを始めた者より優位との見方もある。

### オリンピックへの参加
競技によっては障害があってもオリンピックへ参加が可能である。
馬術選手のリス・ハルテルはポリオにより下半身が麻痺し馬からの乗り降りに介助を必要としていたが、1952年ヘルシンキオリンピックで銀メダルを稼得し女性初のメダリストとなった。また1956年メルボルンオリンピックでも銀メダルを獲得している。
両足が義足のオスカー・ピストリウスは、ロンドンオリンピックとロンドンパラリンピックの両方に出場した。

### 装具による優位性
障害者スポーツの発展によりスポーツ用の装具が開発され記録が向上した。義肢メーカーのオズール（Össur）は炭素繊維を使用した陸上競技向けの義足を製造しており、オスカー・ピストリウスなどトップ選手が使用している。
このようなスポーツ用の義足は跳躍などにおいて人間の足の性能を超えているため、健常者の大会に参加すると障害者の方が有利になる逆転現象も起きている。陸上競技では障害者が健常者の記録を上回ることが予想されている。